# Campeonato Italiano de Rugby 1934-35
El Campeonato de Rugby de Italia de 1934-35 fue la séptima edición de la primera división del rugby de Italia.

## Sistema de disputa
Cada equipo enfrenta a los equipos restantes de su grupo en partidos de local y de visita.
- Los mejores equipos de cada grupo clasifican a la fase final del torneo en donde nuevamente se disputarán partidos de ida y vuelta confeccionado una tabla general en donde el mejor ubicado se coronará campeón del torneo.

## Clasificación

### Grupo A
Tabla de posiciones:
| Pos. | Equipo         | Encuentros | Encuentros | Encuentros | Encuentros | Tantos | Tantos | Tantos | Puntos |
| Pos. | Equipo         | PJ         | PG         | PE         | PP         | F      | C      | Dif    | Puntos |
| ---- | -------------- | ---------- | ---------- | ---------- | ---------- | ------ | ------ | ------ | ------ |
| 1.º  | Amatori Milano | 6          | 6          | 0          | 0          | 54     | 3      | +51    | 12     |
| 2.º  | GUF Torino     | 6          | 2          | 1          | 3          | 14     | 37     | -23    | 5      |
| 3.º  | GUF Genova     | 6          | 1          | 2          | 3          | 10     | 27     | -17    | 4      |
| 4.º  | GUF Padova     | 6          | 1          | 1          | 4          | 16     | 27     | -11    | 3      |

|  | Clasificado a la fase final. |

### Grupo B
| Pos. | Equipo           | Encuentros | Encuentros | Encuentros | Encuentros | Tantos | Tantos | Tantos | Puntos |
| Pos. | Equipo           | PJ         | PG         | PE         | PP         | F      | C      | Dif    | Puntos |
| ---- | ---------------- | ---------- | ---------- | ---------- | ---------- | ------ | ------ | ------ | ------ |
| 1.º  | Bersaglieri MI   | 4          | 3          | 0          | 0          | 32     | 9      | +23    | 6      |
| 2.º  | ASD Rugby Torino | 4          | 3          | 0          | 1          | 19     | 15     | +4     | 6      |
| 3.º  | AFC Padova Rugby | 4          | 0          | 0          | 4          | 8      | 35     | -27    | 0      |

### Grupo C
| Pos. | Equipo        | Encuentros | Encuentros | Encuentros | Encuentros | Tantos | Tantos | Tantos | Puntos |
| Pos. | Equipo        | PJ         | PG         | PE         | PP         | F      | C      | Dif    | Puntos |
| ---- | ------------- | ---------- | ---------- | ---------- | ---------- | ------ | ------ | ------ | ------ |
| 1.º  | Rugby Roma    | 6          | 4          | 1          | 1          | 120    | 18     | +102   | 9      |
| 2.º  | Bologna Rugby | 6          | 3          | 2          | 1          | 51     | 16     | +35    | 8      |
| 3.º  | GUF Roma      | 6          | 2          | 1          | 3          | 23     | 62     | -39    | 5      |
| 4.º  | GUF Firenze   | 6          | 0          | 0          | 6          | 6      | 109    | -103   | 0      |

### Grupo D
| Pos. | Equipo      | Encuentros | Encuentros | Encuentros | Encuentros | Tantos | Tantos | Tantos | Puntos |
| Pos. | Equipo      | PJ         | PG         | PE         | PP         | F      | C      | Dif    | Puntos |
| ---- | ----------- | ---------- | ---------- | ---------- | ---------- | ------ | ------ | ------ | ------ |
| 1.º  | GUF Napoli  | 6          | 5          | 1          | 0          | 120    | 18     | +102   | 11     |
| 2.º  | GRF Salario | 6          | 4          | 1          | 1          | 70     | 23     | +47    | 9      |
| 3.º  | GUF Catalia | 6          | 1          | 1          | 4          | 11     | 104    | -93    | 3      |
| 4.º  | GUF Palermo | 6          | 0          | 1          | 5          | 6      | 78     | -72    | 1      |

## Fase Final
| Pos. | Equipo         | Encuentros | Encuentros | Encuentros | Encuentros | Tantos | Tantos | Tantos | Puntos |
| Pos. | Equipo         | PJ         | PG         | PE         | PP         | F      | C      | Dif    | Puntos |
| ---- | -------------- | ---------- | ---------- | ---------- | ---------- | ------ | ------ | ------ | ------ |
| 1.º  | Rugby Roma     | 10         | 9          | 0          | 1          | 138    | 35     | +103   | 18     |
| 2.º  | Rugby Bologna  | 10         | 7          | 0          | 3          | 71     | 62     | +9     | 14     |
| 3.º  | Amatori Milano | 10         | 5          | 1          | 4          | 70     | 38     | +32    | 11     |
| 4.º  | Bersaglieri MI | 10         | 3          | 2          | 5          | 22     | 35     | -13    | 8      |
| 5.º  | GRF Salario    | 10         | 3          | 1          | 6          | 38     | 105    | -67    | 7      |
| 6.º  | GUF Napoli     | 10         | 0          | 2          | 4          | 25     | 89     | -64    | 2      |

|  | Campeón. |

| Bandera de Italia  |
| Campeón Rugby Roma |
| Primer título      |